# Даккський університет
Даккський університет — найстаріший університет в Бангладеш. Є багатопрофільним дослідницьким університетом та одним з найпопулярніших у регіоні. Університет було засновано 21 липня 1921 року.
Нині є найбільшим публічним університетом Бангладеш, в якому навчається близько 33 000 студентів та працюють близько 1 805 викладачів. Став єдиним в країні університетом, який потрапив до рейтингу ТОП-100 азійських університетів за версією журналу AsiaWeek (64 місце).

## Навчальні факультети

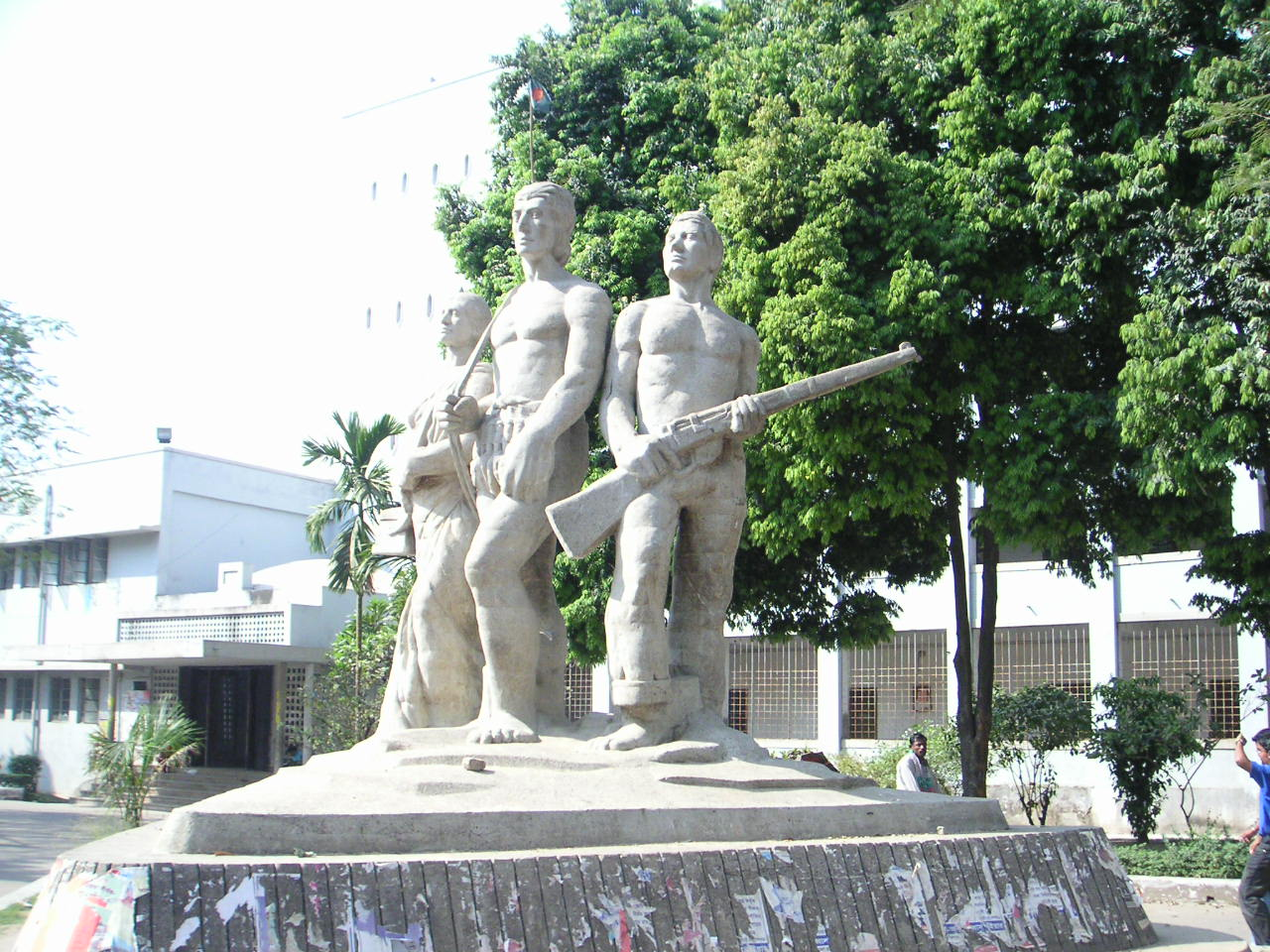
Пам'ятник на честь війни за незалежність, розміщений в центрі головного кампусу університету

Університет має 66 кафедр на 13 факультетах.
Факультети:
- мистецький
- бізнесу
- біологічний
- технічний
- педагогічний
- образотворчого мистецтва
- правничий
- медичний
- PGMR
- фармакологічний
- науковий
- соціальних наук
- землі та охорони навколишнього середовища

## Бюро та дослідницькі центри
- Бюро економічних досліджень
- Бюро досліджень бізнесу
- Центр перспективних досліджень та природничих наук
- Центр підвищення кваліфікації й біологічних досліджень
- Центр філософії
- Центр дослідження джерел відновлюваної енергії
- Центр гуманітарних досліджень
- Центр соціальних досліджень
- Технологічний дослідницький центр напівпровідників
- Дослідницький центр біотехнологій
- Кіберцентр
- Дослідницький центр Назрула
- Навчальний центр Назмула Каріма
- Центр вивчення катастроф
- Ісламський дослідницький центр доктора Сіраджула Хакуї
- Центр біомедичних досліджень
- Екологічний центр Бангладеш-Австралія
- Дослідницький центр Дельта
- Центр передових досліджень у галузі фізики, хімії, біології та фармацевтики
- Центр передових досліджень у галузі гуманітарних наук
- Дослідницький центр корпоративного управління й вивчення фінансів
- Центр мікрофінансів і розвитку
- Японський центр
- Історичний центр
- Центр політології
- Промисловий альянс
- Дослідницький центр професора Діліпа Кумара Бхаттачарія
- Науково-дослідний центр органічних забруднювачів
- Відділ дослідження біженців та мігрантів
- Центр адміністративних досліджень
- Університетська сейсмічна обсерваторія
- Центр з міжрелігійного та міжкультурного діалогу

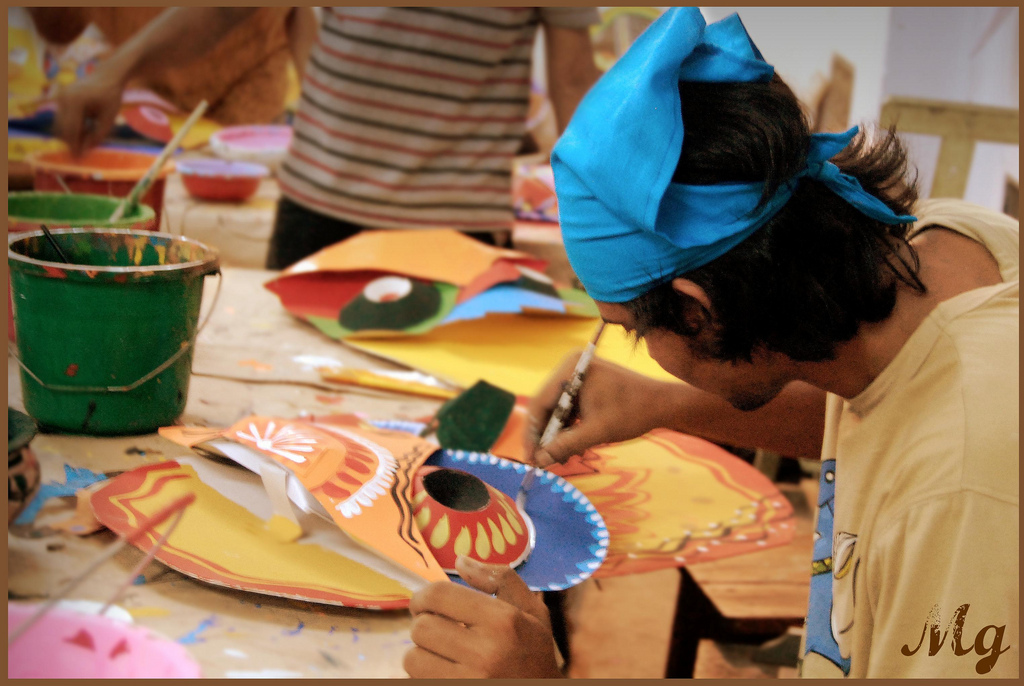
Студенти мистецького факультету

- Сектор лісівництва
- Центр з вивчення геноциду[6][7]